# Asiana Airlines

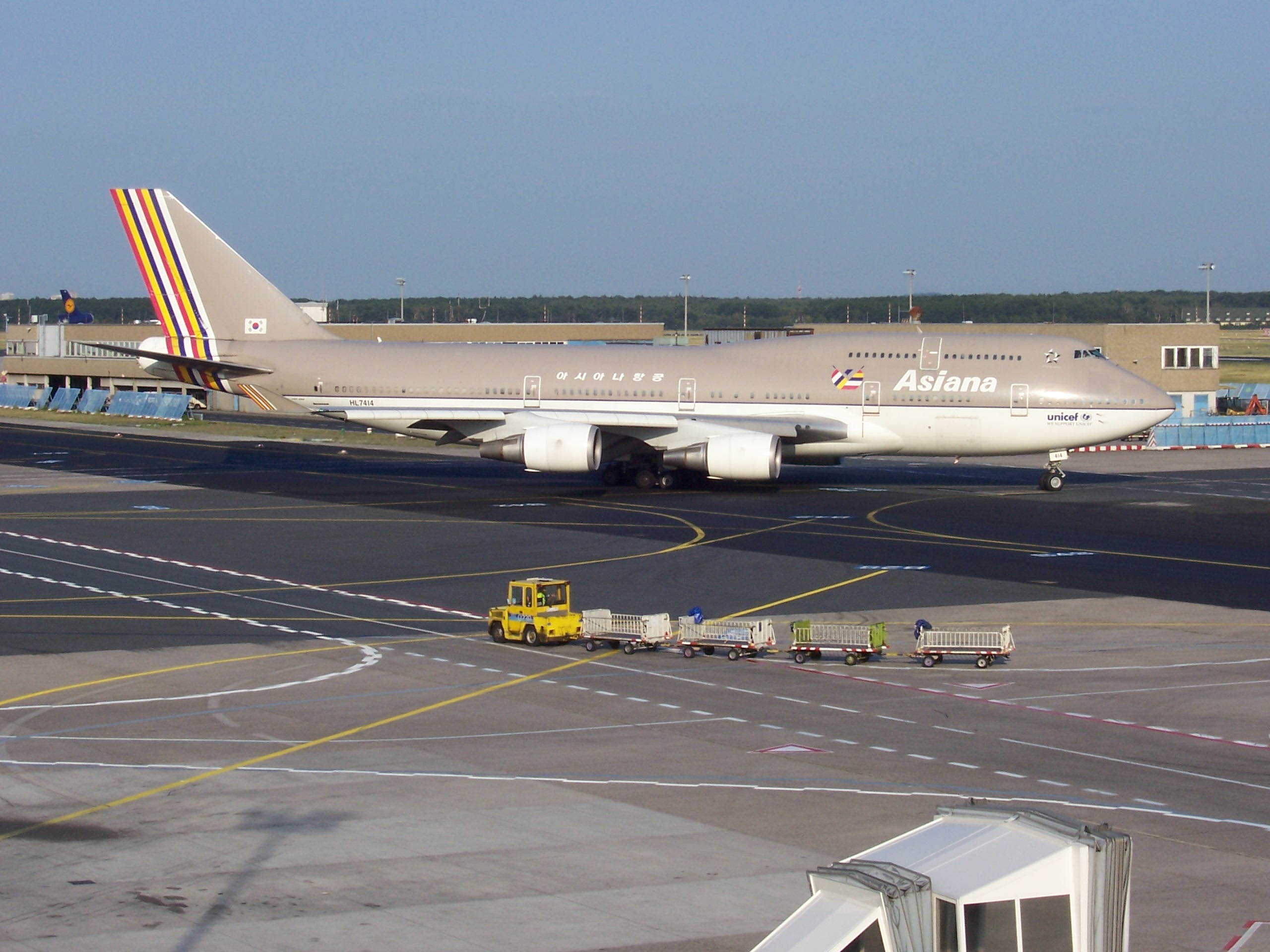
Ett Asiana Airlines HL7414 på Frankfurts flygplats

Asiana Airlines (koreanska: 아시아나 항공; Asiana Hanggong) är ett av Sydkoreas stora flygbolag. Flygbolagets huvudflygplats är Incheons internationella flygplats
i Seoul.
Asiana Airlines grundades den 17 februari 1988, men först den 24 december 1988 började man flyga, då till Busan i Sydkorea.